# Лебедь, Сергей Петрович
Сергей Петрович Ле́бедь — украинский легкоатлет, стайер. Девятикратный чемпион Европы по кроссу (все — в индивидуальном зачёте).

## Биография
Родился в Днепропетровске. Спортивную карьеру начал в 1997 году, когда стал бронзовым призёром чемпионата Европы по кроссу. За годы выступлений 9 раз выигрывал чемпионат Европы по кроссу (в 1998, 2001—2005, 2007, 2008 и 2010 годах). Принимал участие на Олимпийских играх 2000 года на дистанции 5000 метров, на которой занял 7-е место с результатом 13.37,80. Серебряный призёр чемпионата мира по кроссу 2001 года в личном первенстве. Победитель Универсиады в 1999, 2001 и 2003 годах в беге на 5000 метров. Бронзовый призёр чемпионата Европы 2002 года на дистанции 5000 метров. Эту же дистанцию бежал на Олимпиаде в Афинах, но не смог выйти в финал.
На чемпионате Европы 2006 года финишировал 5-м в беге на 10 000 метров.

### Сезон 2014 года
20 апреля выиграл Наганский марафон с результатом 2:13.56.
9 ноября занял 4-е место на марафоне в Сеуле с результатом 2:08.32.

### Сезон 2015 года
26 апреля на Лондонском марафоне занял 10-е место с результатом 02:10.21.

## Награды
- Медаль «За труд и победу» (2002 г.) — за достижение высоких спортивных результатов на XXI Всемирной летней Универсиаде, заслуги в повышении международного авторитета Украины.[4]